# Punkaharju (Os)
Punkaharju ist ein Os in der ehemaligen Gemeinde Punkaharju, heute Stadtteil von Savonlinna in der Provinz Südsavo. Er trennt die Seen Pihlajavesi und Puruvesi im Saimaa-Gebiet. Punkaharju ist eine Nationallandschaft Finnlands. Das Gebiet ist seit 1991 ein Naturschutzgebiet, das von der finnischen Forstverwaltung Metsähallitus verwaltet wird und zu den Natura-2000-Gebieten gehört. Das Schutzgebiet ist 6,5 km² groß.

## Os Punkaharju
- Nordende: 61° 48′ 40,8″ N, 29° 17′ 48,6″ O, Südende: 61° 45′ 46,2″ N, 29° 22′ 57,1″ O

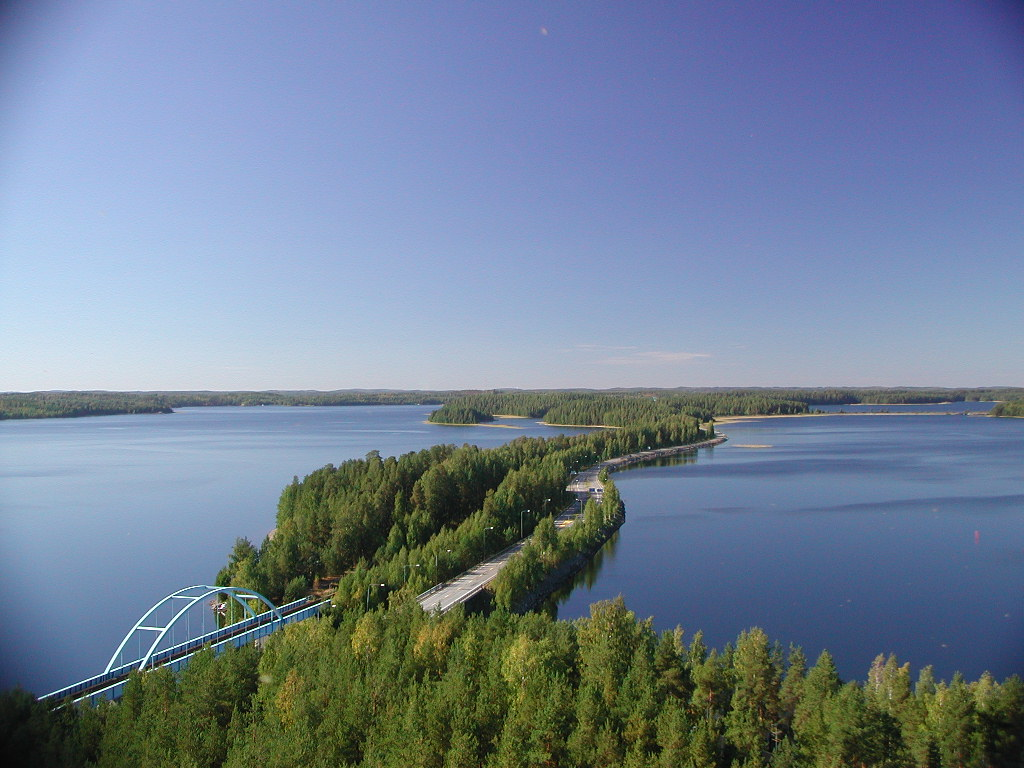
Os Punkaharju, gesehen vom Wasserturm am Südende des Os

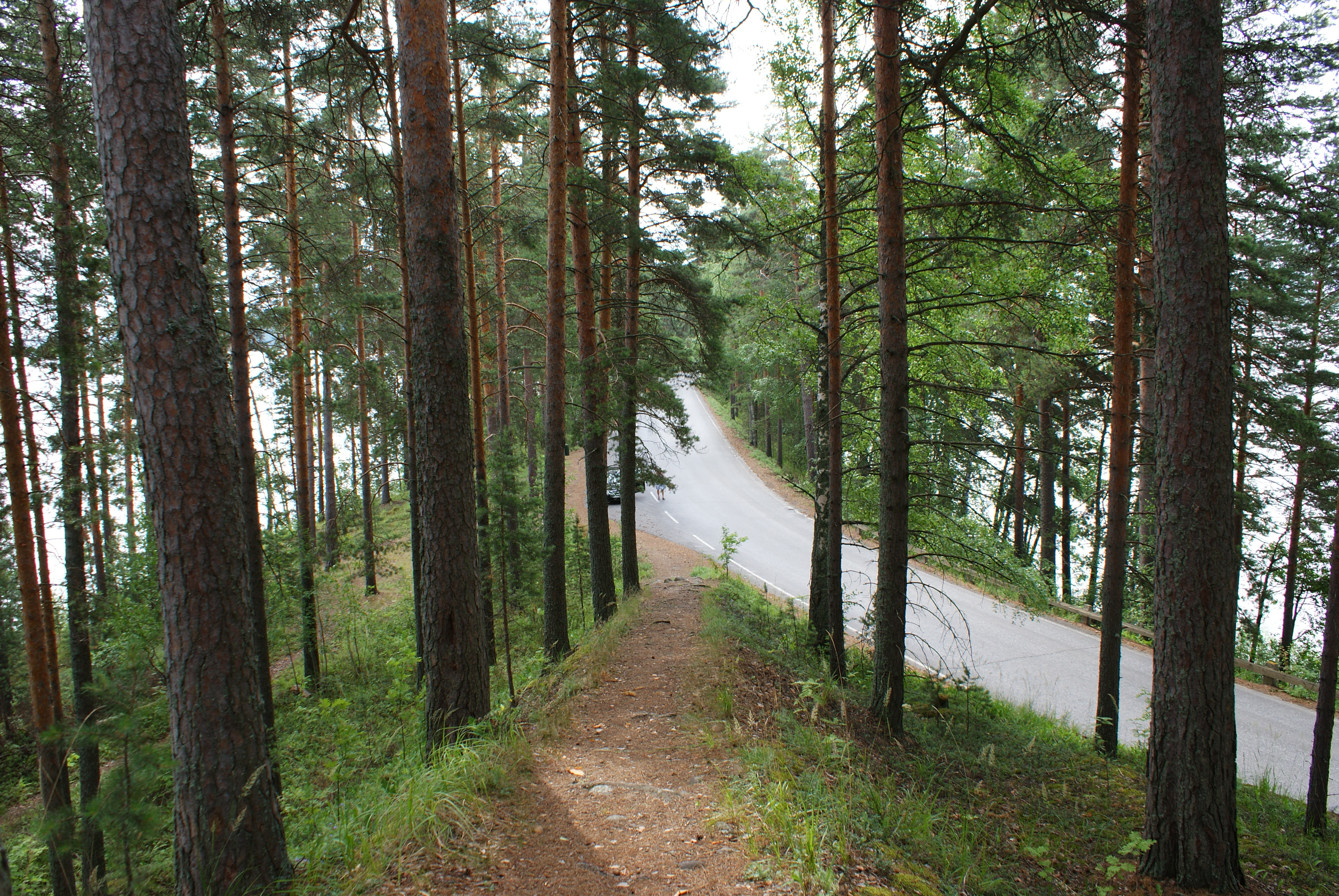
Straße über den Os Punkajarju

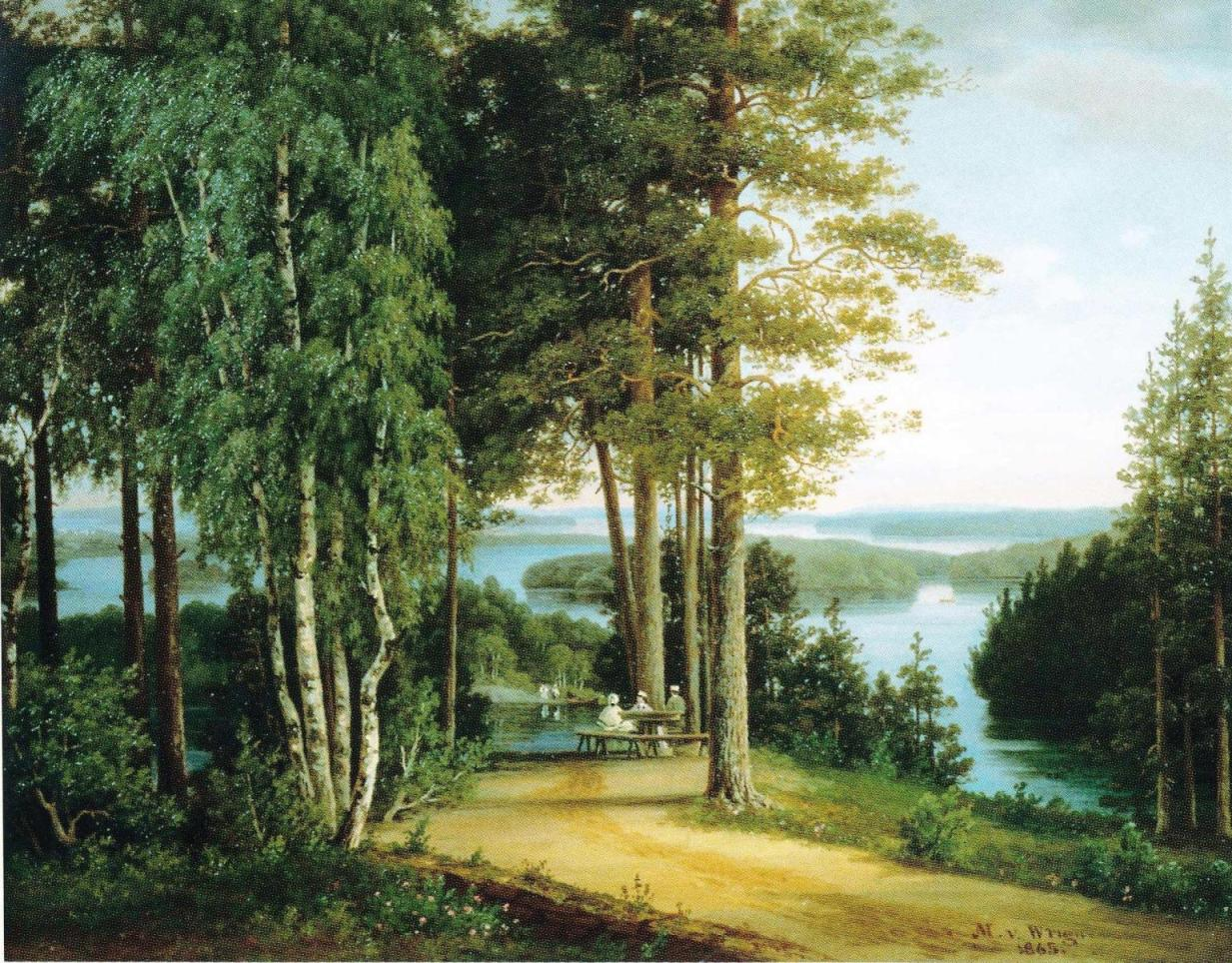
Magnus von Wright: Landschaft von Punkaharju (1865).

In der letzten Eiszeit vor ungefähr 10.000 bis 12.500 Jahren schütteten Schmelzwasserströme unter der Decke der Inlandvereisung lange Wälle aus Sand, Kies und Erde auf. Nach dem Abschmelzen des Eises blieben diese als markante Landrücken übrig. In Finnland nennt man sie „Harju“, im Deutschen meist Os oder Esker. Der Punkaharju ist ein besonders eindrucksvolles Exemplar und wurde deshalb zu einer Nationallandschaften Finnlands erklärt.
Schon im 18. Jahrhundert wurde eine Fernstraße von Wyborg in Russland am Nordostufer des Finnischen Meerbusens über den Punkaharju nach Savonlinna gebaut. Aus geopolitischen Gründen war sie wichtig, denn damals gehörten große Teile Finnland zum russischen Zarenreich. Die Erschließung der Grenzregion diente dem Schutz vor der damaligen zweiten lokalen Großmacht Schweden.
Das Interesse des Zaren Alexander I. und seiner Nachfolger für die landschaftliche Schönheit und die forstwirtschaftliche Nutzungsmöglichkeiten des Waldes löste weitere vielfältige Entwicklungen aus. Die touristische Erschließung für die „Sommerfrische“ des russischen Zaren und seiner Entourage begann. Hotels entstanden. Eine Eisenbahnlinie mit Bahnhof beim Punkaharju wurde gebaut. Viele Bauwerke aus jener Zeit sind heute Touristenziele.
Die systematische Erforschung der forstwirtschaftlichen Nutzungsmöglichkeiten begann. Daraus entwickelten sich die Forstliche Versuchsanstalt METLA und das Arboretum in Punkaharju.

## Valtionhotelli
- 61° 48′ 3″ N, 29° 18′ 27″ O

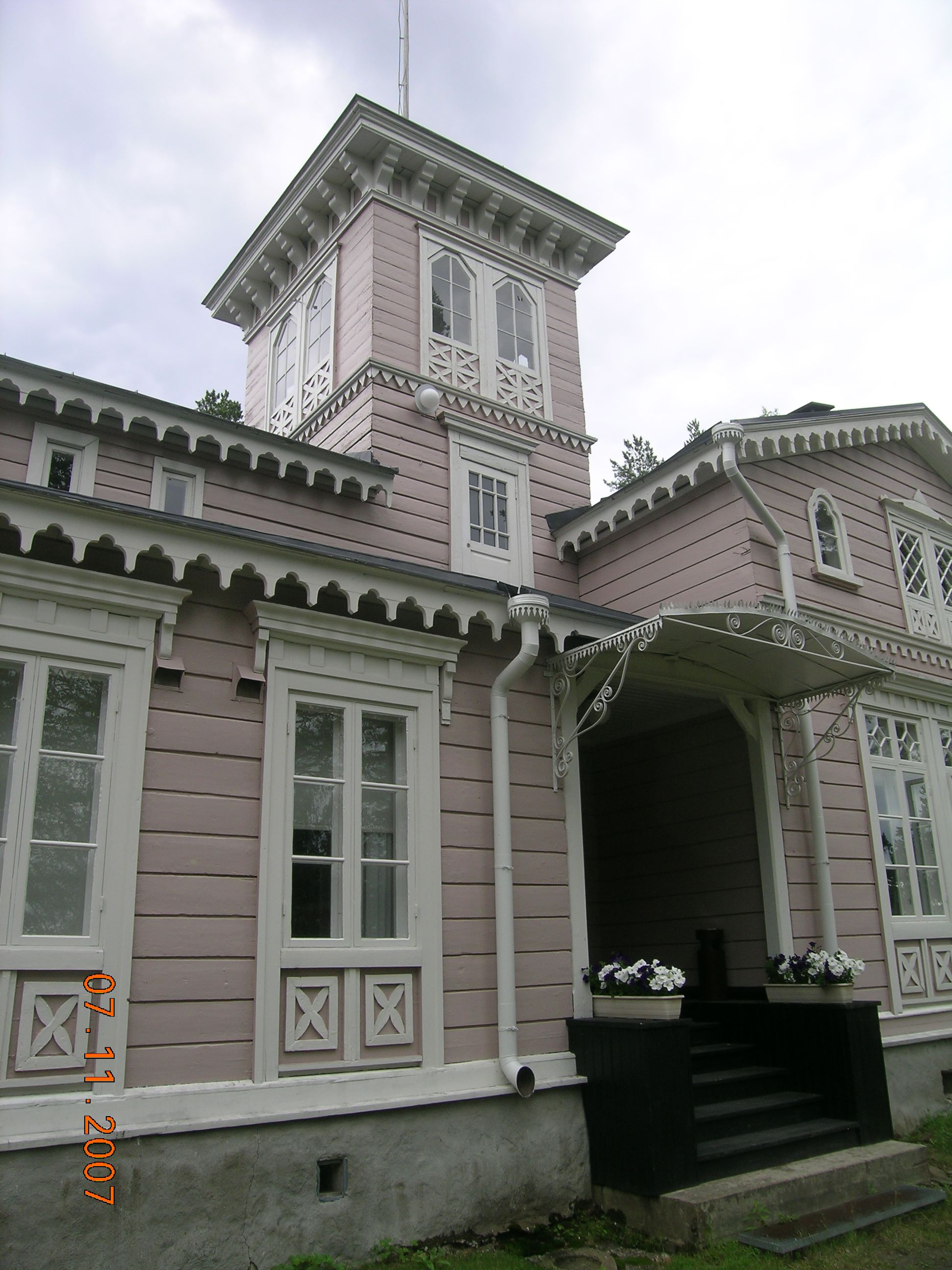
Valtionhotelli

Das Valtionhotelli, auf Deutsch „Staatshotel“ ist das älteste Gebäude, das im Zusammenhang mit dem 1840 gegründeten Naturschutzgebiet steht. Das vom Architekten Ernst Bernhard Lohrmann geplante Holzhaus steht oben auf dem Os. Ursprünglich war es eine Unterkunft für drei Förster und Reisende. Als Valtionhotelli wurde es dann 1845 eröffnet. Mehrfach wurde das Gebäude erweitert und umgebaut. 1978 und 1979 erfolgten Restaurierungen.

## Villa der Zarin
- 61° 48′ 3″ N, 29° 18′ 27″ O in unmittelbarer Nähe des Valtionhotelli

Der Mangel an Unterkünften in Punkaharju führte in den 1890er Jahren zum Bau eines der bekanntesten Nebengebäude, dem „Keisarinnan huvila“, auf Deutsch „Villa der Zarin“. Ursprünglich wurde der vom Architekten Sebastian Gripenberg entworfene Gebäude „Villa Punkasyrjä“ genannt. Die Zarin hat vermutlich nie hier übernachtet. Der Name ist nicht wirklich gerechtfertigt. Möglicherweise dachten die Erbauer, die Zarin hätte dort bleiben können. Nach einer zweiten Theorie hatte Nikolai II. Mit seiner Partnerin Aleksandra Feodorowna eine Reise nach Punkaharju geplant, wo die Kaiserin in der Villa untergebracht gewesen wäre.

## Kruunupuisto
- 61° 47′ 7″ N, 29° 18′ 45″ O

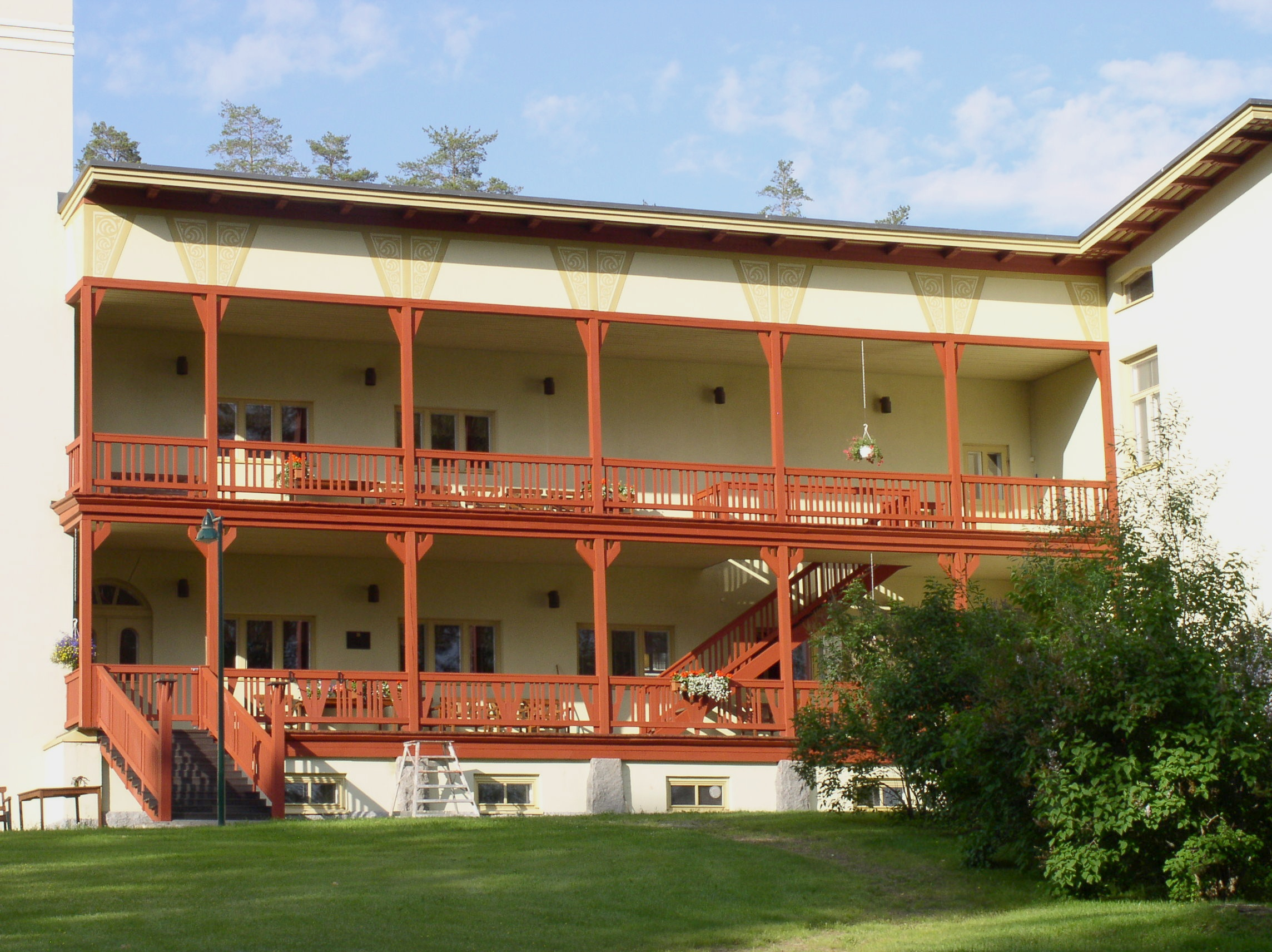
Offene Veranda des Kruunupuisto

Das Takaharju-Sanatorium, heute „Kruunupuisto“ genannt, liegt ungefähr 3 km südlich des Bahnhofs Lusto auf einem kleinen Os „Takaharju“ westlich des Punkaharju. Es wurde 1903 als eine der ersten finnischen Heilanstalten für Patienten mit Lungentuberkulose gegründet. Der Architekt Onni Törnqvist entwarf das Jugendstil-Gebäude. Mit seiner 135 m langen, optimal auf die Sonne ausgerichteten Südfassade war es damals das längste finnische Gebäude. Jugendstil-Verzierungen mischen sich mit zweckmäßigen und schlichten Krankenhausarchitektur.
In den ersten Jahren war es nur zu zwei Dritteln ausgelastet. Mit der Fertigstellung der Eisenbahnverbindung nach Punkaharju verbesserte sich die Auslastung. Von 1921 an diente das Anwesen als Lazarett, als Krankenhaus für Militärangehörige und Staatsbedienstete. Die Bedeutung als Lungenheilanstalt nahm deutlich ab. Ab 1966 wurde die Anlage in ein Rehabilitationskrankenhaus umgewandelt. 2005 zog das Hotelli Finlandia in den Gebäudekomplex. Heute ist Kruunupuisto Hotel und Rehabilitationszentrum.

## Alter Bahnhof, Bahnhof Lusto
- 61° 48′ 1″ N, 29° 19′ 19″ O

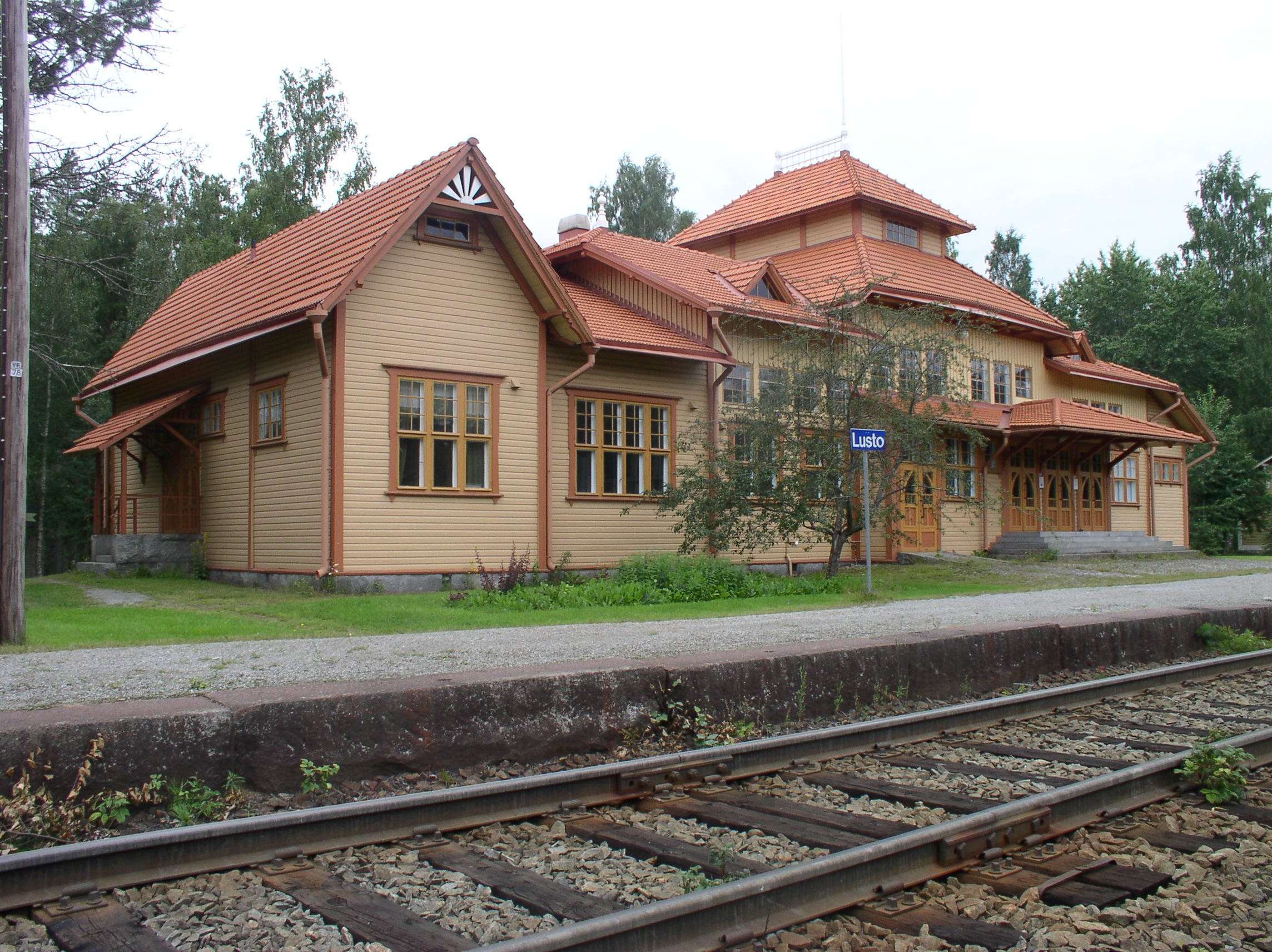
Alter Bahnhof

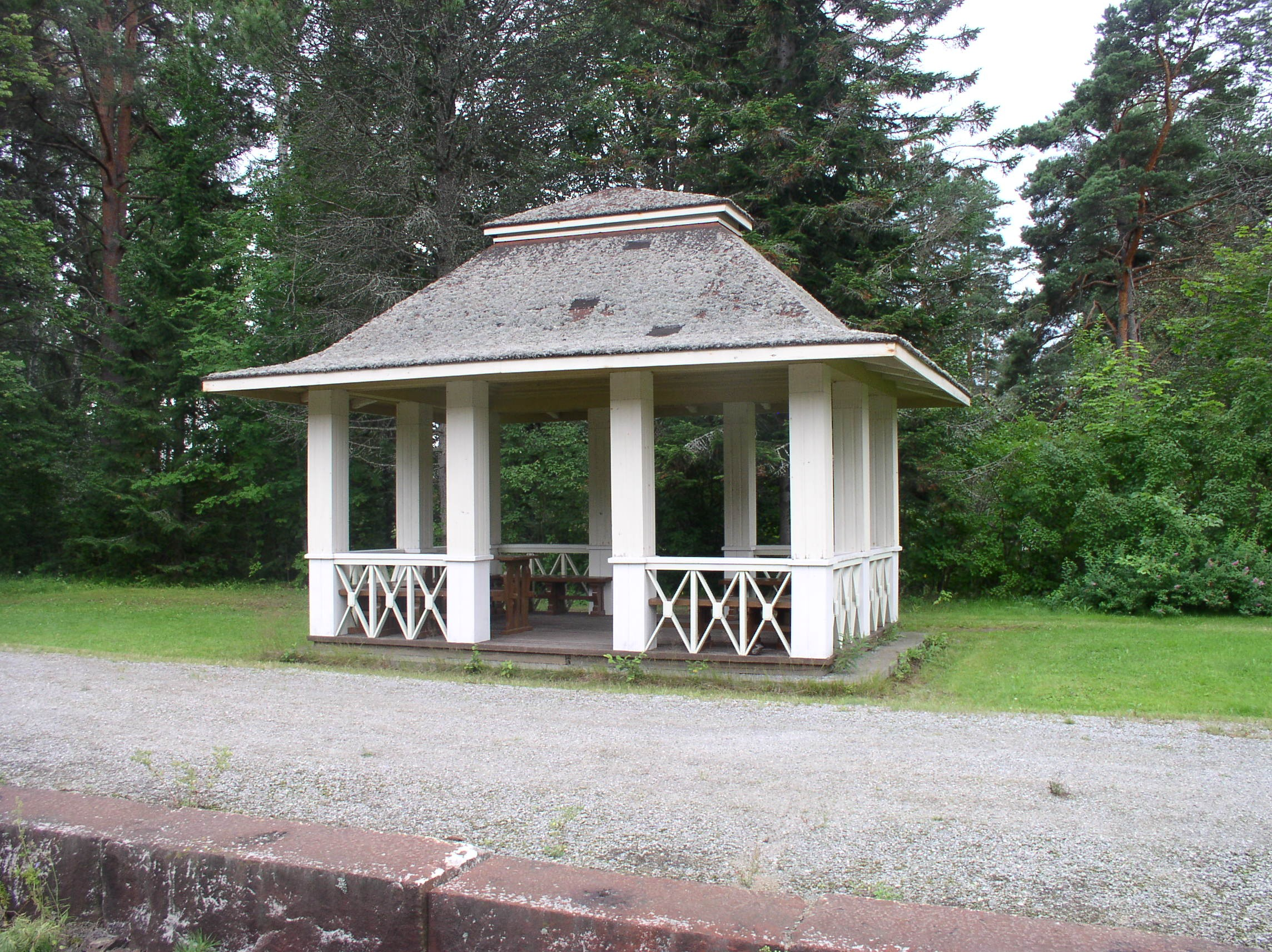
Pavillon, historisches Wartehäuschen

Die Eisenbahnstrecke von Parikkala über Punkaharju nach Savonlinna wurde 1908 fertiggestellt. 1906 bis 1908 entstand das Bahnhofsgebäude nach Plänen des Architekten Bruno Granholm. Als wichtigster Bahnhof in der Umgebung des Punkaharju erhielt er dessen Namen Bahnhof Punkaharju. Das Hauptgebäude im Jugendstil ist weitgehend originalgetreu erhalten. Die Gestaltung und Ausstattung des Bahnhofs, einiger Nebengebäude und seiner Umgebung ist weitaus repräsentativer als es bei finnischen Bahnhöfen dieser Zeit und dieser Größe üblich war. Jugendstil-Dekorationen nehmen Elemente karelischer Volkskunst auf. Das Holzgebäude steht auf einem massiven Natursteinsockel. Der Bahnhof liegt in einem Park und wird über eine 270 m lange Lindenallee erschlossen. Maßgeblich für die repräsentative Architektur war die Nachbarschaft der gehobenen Tourismusziele: Valtionhotelli, die Villa der Zarin, Finlandia, das Kruunupuisto. Diese Ziele konnten lange Zeit nur über diesen Bahnhof bequem erreicht werden. Das gesamte Ensemble ist kultur- und architekturhistorische bemerkenswert. 1993, 1994 und 2005 wurde der Bahnhof behutsam restauriert und renoviert.
Als 1989 der Bahnhof stillgelegt wurde, erhielt der einzige verbleibende Bahnhof der Gemeinde im Ortsteil Punkasalmi den Namen Bahnhof Punkaharju (siehe unten).
1994, zur Eröffnung des finnischen Waldmuseum und Informationszentrum Lusto wurde der Bahnhof wieder in Betrieb genommen. Da der ursprüngliche Name nun im Ortsteil Punkasalmi benutzt wurde, erfolgte die Umbenennung in „Bahnhof Lusto“.
Seit Ende der 1990er Jahre bis 2015 dient das Bahnhofsgebäude als Ausstellungs- und Beratungszentrum. Es ist beabsichtigt, das Hauptgebäude künftig wieder der Öffentlichkeit zugänglich zu machen.

## Finlandia
- 61° 47′ 48″ N, 29° 19′ 6″ O

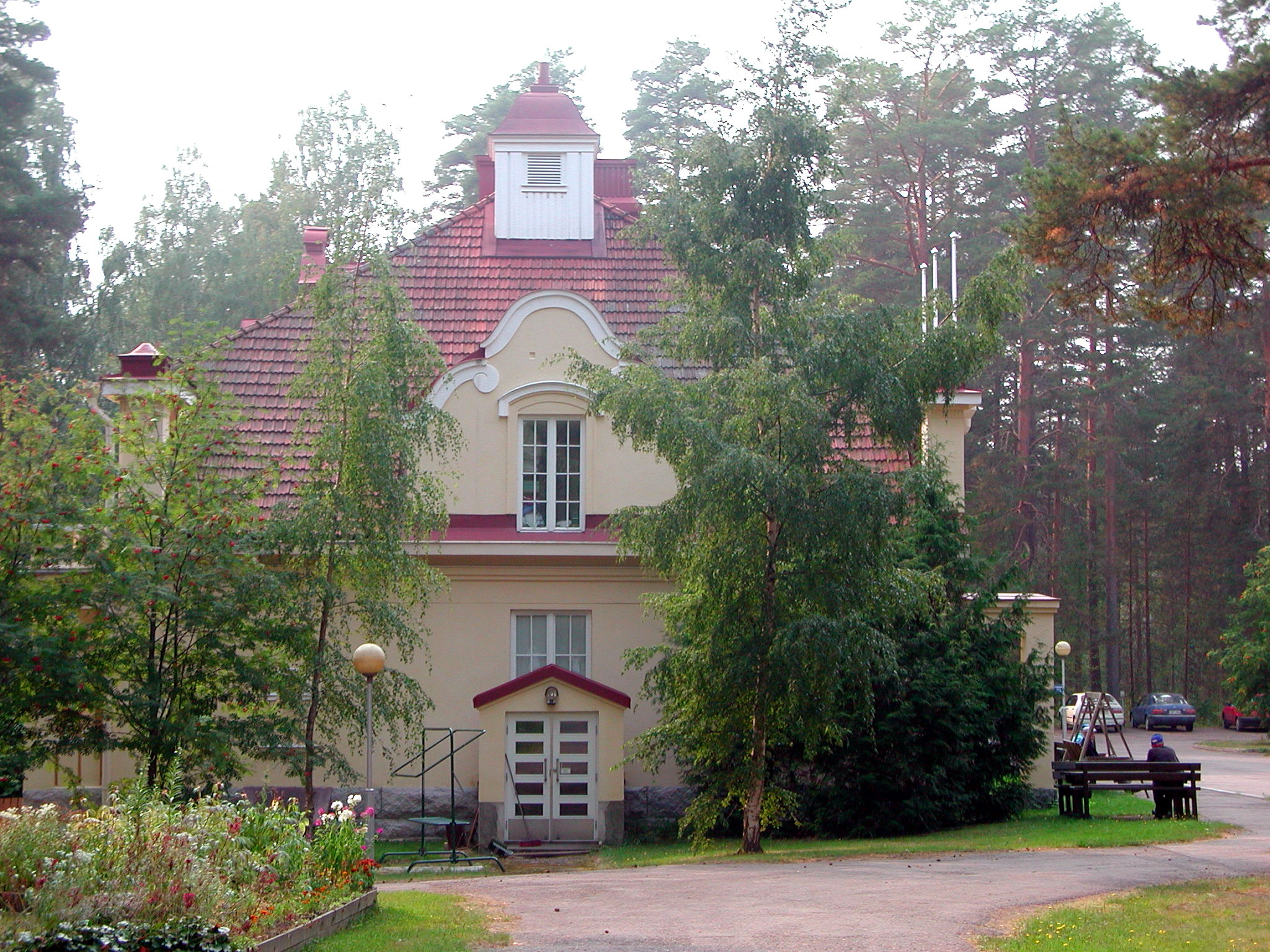
Finlandia

Das Hotel Finlandia war eine der modernsten Unterkünfte in Finnland, als es 1914 eröffnet wurde. Valter und Ivar Thomé entwarfen das Hotel, das die Einflüsse des romantischen Nationalismus und Jugendstils mit einem Hauch von Barock- und Renaissancemotiven zeigt. Nur zwei Wochen nach der Eröffnung brach der Erste Weltkrieg aus und ließ das Hotel praktisch leer. Bis 1935 wurde das Hotel weitergeführt. Nach einer Zwangsversteigerung ging es in staatliches Eigentum über.
Während des Winterkrieges diente das Hotel als Lazarett und später als Rehabilitationszentrum für Soldaten. Nach den Kriegen war der Hotelbetrieb nur weniger erfolgreich. Das Hotel und die angeschlossenen Gebäude gingen 1981 erneut in staatlichem Besitz über.

## Kussbrücke
- 61° 47′ 51,4″ N, 29° 18′ 49,2″ O

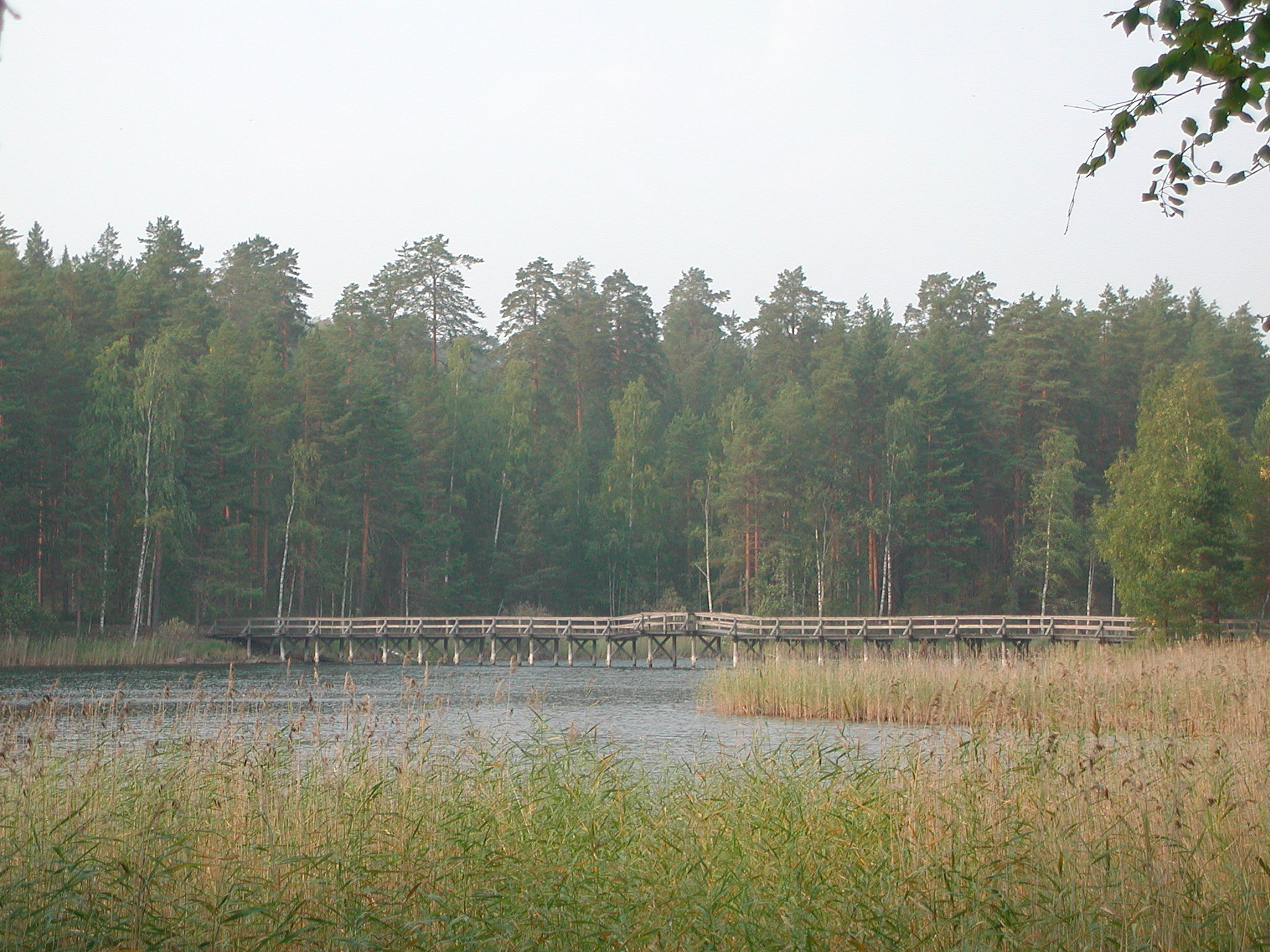
Kussbrücke vom Ufer bei Finlandia

In den 1930er Jahren baute der finnische Tourismusverband Pususilta, auf Deutsch Kussbrücke, um die Verbindungen zwischen Finlandia und dem Valtionhotelli zu verkürzen. Der Name der Brücke stammt wahrscheinlich von romantischen Zuneigungen, inspiriert von einer wunderschönen natürlichen Umgebung.
Die Brücke wurde 1983 wieder aufgebaut.

## Salpa-Linie
- 61° 46′ 37,1″ N, 29° 20′ 20,6″ O

Nach der Oktoberrevolution hatte Finnland seine Selbständigkeit und damit die Unabhängigkeit von Russland erklärt. Im Winterkrieg versuchte die Sowjetunion Finnland wieder in sein Einflussgebiet zurückholen. Dies gelang nur teilweise. Finnland bereitete sich auf mögliche künftige Angriffe der Sowjetunion vor und begann mit dem Bau einer rund 1200 km lange Verteidigungslinie, dem Suomen Salpa („Finnischer Riegel“), landläufig „Salpa-Linie“ genannt. Zwischen 1940 und 1944 entstanden zahlreiche Verteidigungsanlagen, so auch am Punkaharju. Die meisten davon wurden nach dem 2. Weltkrieg aufgefüllt und beseitigt. Die Gräben und Unterstände auf der Halbinsel Kuikonniemi am Punkaharju wurden 2001 bis 2003 restauriert und sind für die Öffentlichkeit zugänglich. Sie liegen rund 2 km südlich des Valtionhotelli östlich der Straße über den Harju im Wald.

## Runebergs Hügel
- 61° 47′ 40,6″ N, 29° 18′ 33,8″ O

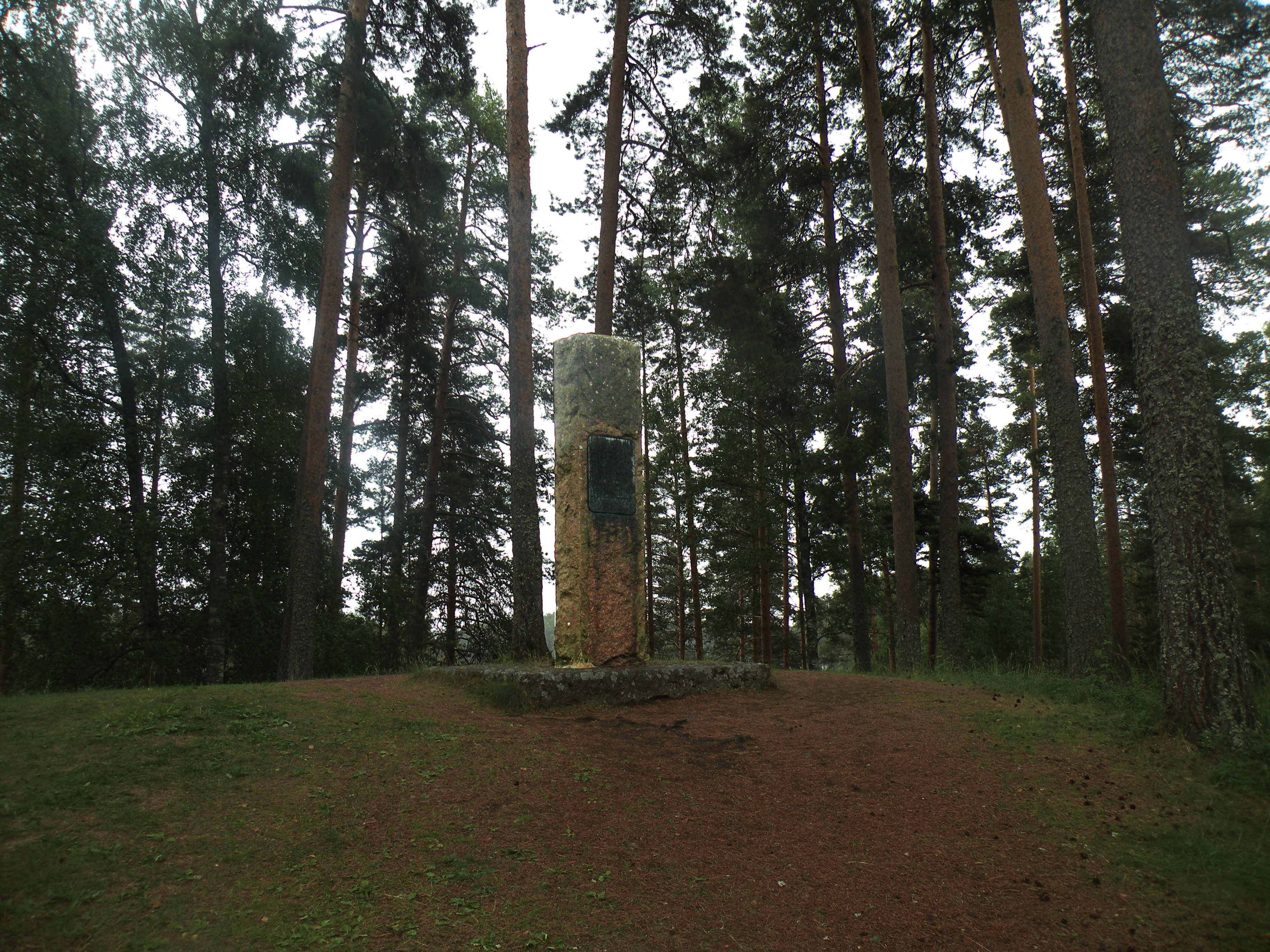
Erinnerungsstein den Dichter Runeberg auf dem Punkaharju

Der höchste Punkt des Punkaharju liegt 25 Meter über dem See und wird nach Finnlands Nationaldichter Runebergs Hügel genannt. Zu Ehren des Nationaldichters wurde hier ein 3,5 m hoher Stein errichtet mit einem Vers aus einem seiner Gedicht. Die Straßenbauverwaltung und das finnische Forstforschungsinstitut errichteten 1939 gemeinsam den Stein. Runeberg hatte im Juni 1838 zweimal den Os von Punkaharju besucht. Das Gedicht hat er jedoch wahrscheinlich nicht hier geschrieben.

## Forstliche Forschungsstation
- 61° 48′ 7,7″ N, 29° 18′ 58,2″ O

Die Anfänge geplanter Waldbewirtschaftung am Punkaharju liegen um 1840. Versuche mit exotischen Baumarten begannen. Besonderes Augenmerk galt der Landschaftspflege und der Mehrfachnutzung von Wäldern.
Die Forschung konzentriert sich auf:
- Anbau und Aufzucht exotischer Arten
- Herkunftsgebiete von Nadelbäumen und der Einfluss von Klimaänderung auf die Entwicklung der Bäume
- Genetische Vielfalt der Waldbäume

1917 wurde, aufbauend auf diese Anfänge, die Forstliche Versuchsanstalt METLA gegründete.

## Arboretum
- 61° 48′ 18″ N, 29° 18′ 51″ O

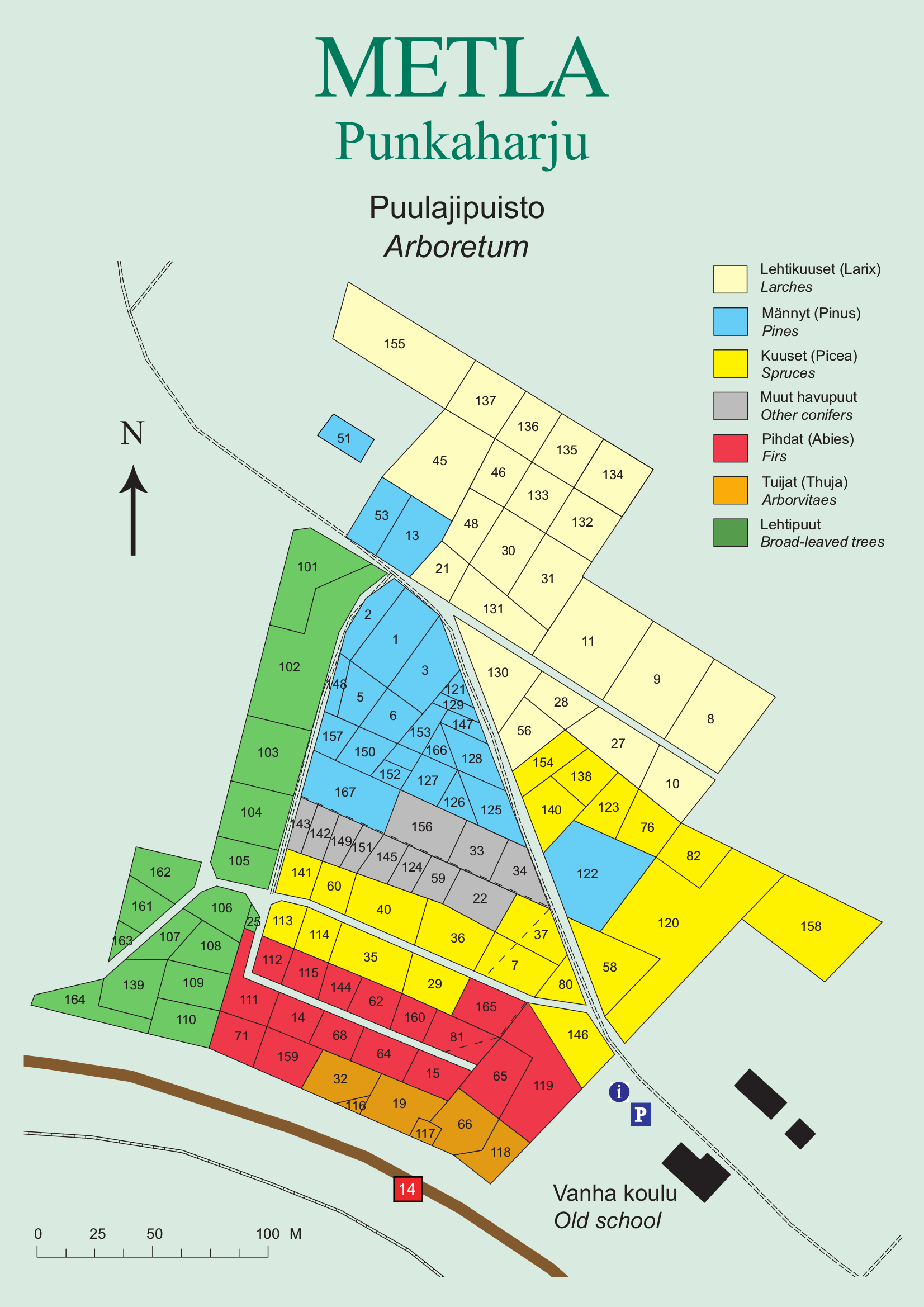
Plan des Arboretums

Das Arboretum Punkaharju informiert über forstlich nutzbare einheimische und exotisch Baumarten in Finnland. Unterschiedliche Tannen, Kiefern, Fichten, Lärchen, Thuyas und andere Baumarten werden präsentiert. Es entstand unter Regie der Forstlichen Versuchsanstalt METLA.

## Finnisches Museum und Wissenschaftszentrum für WaldkulturLUSTO
- 61° 47′ 57″ N, 29° 19′ 19″ O

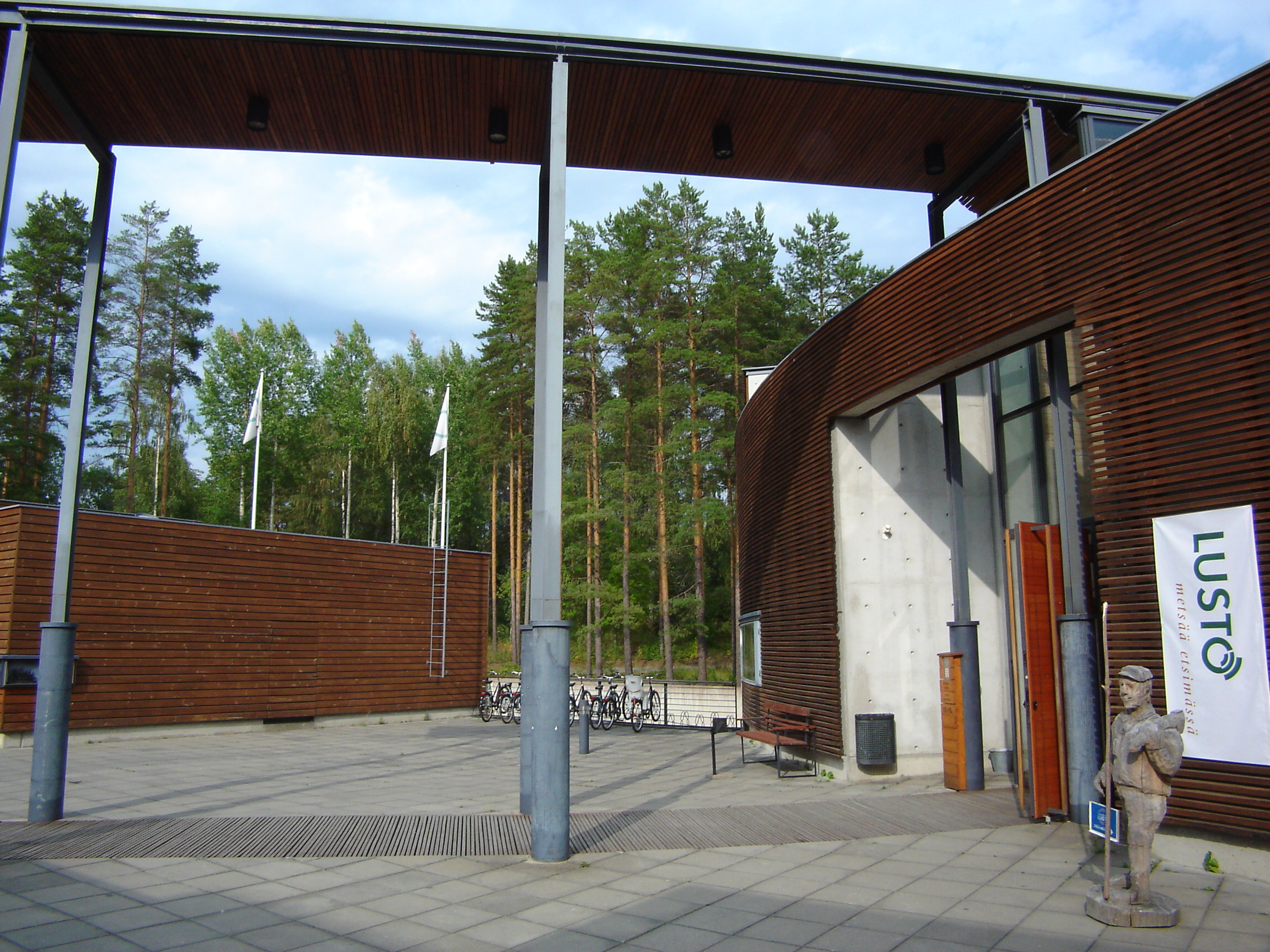
Eingangsbereich des Museums Lusto

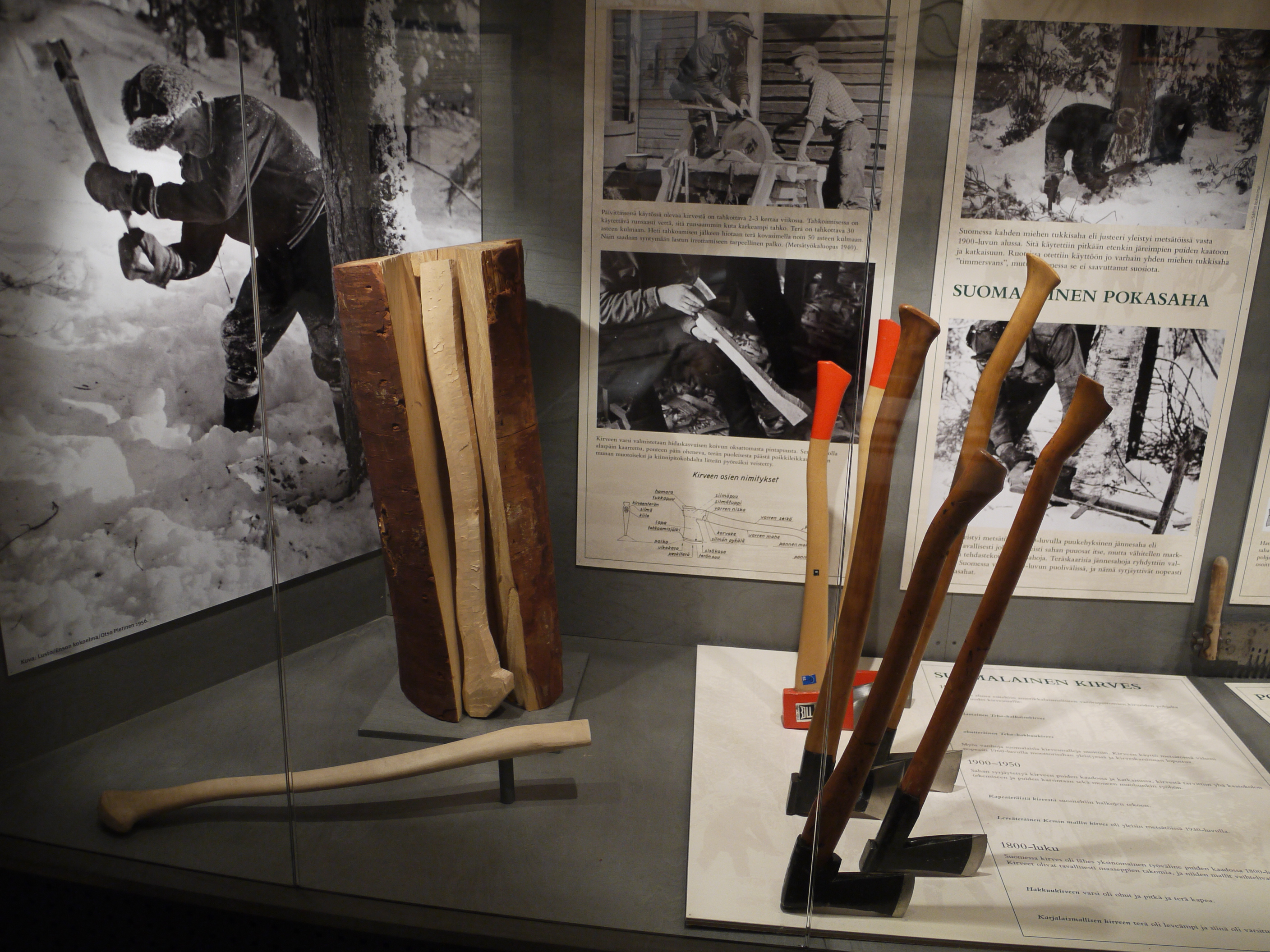
Thema „Holzfälleraxt“: mehrere Formen, die Entstehung eines Stiels und ihre Verwendung.

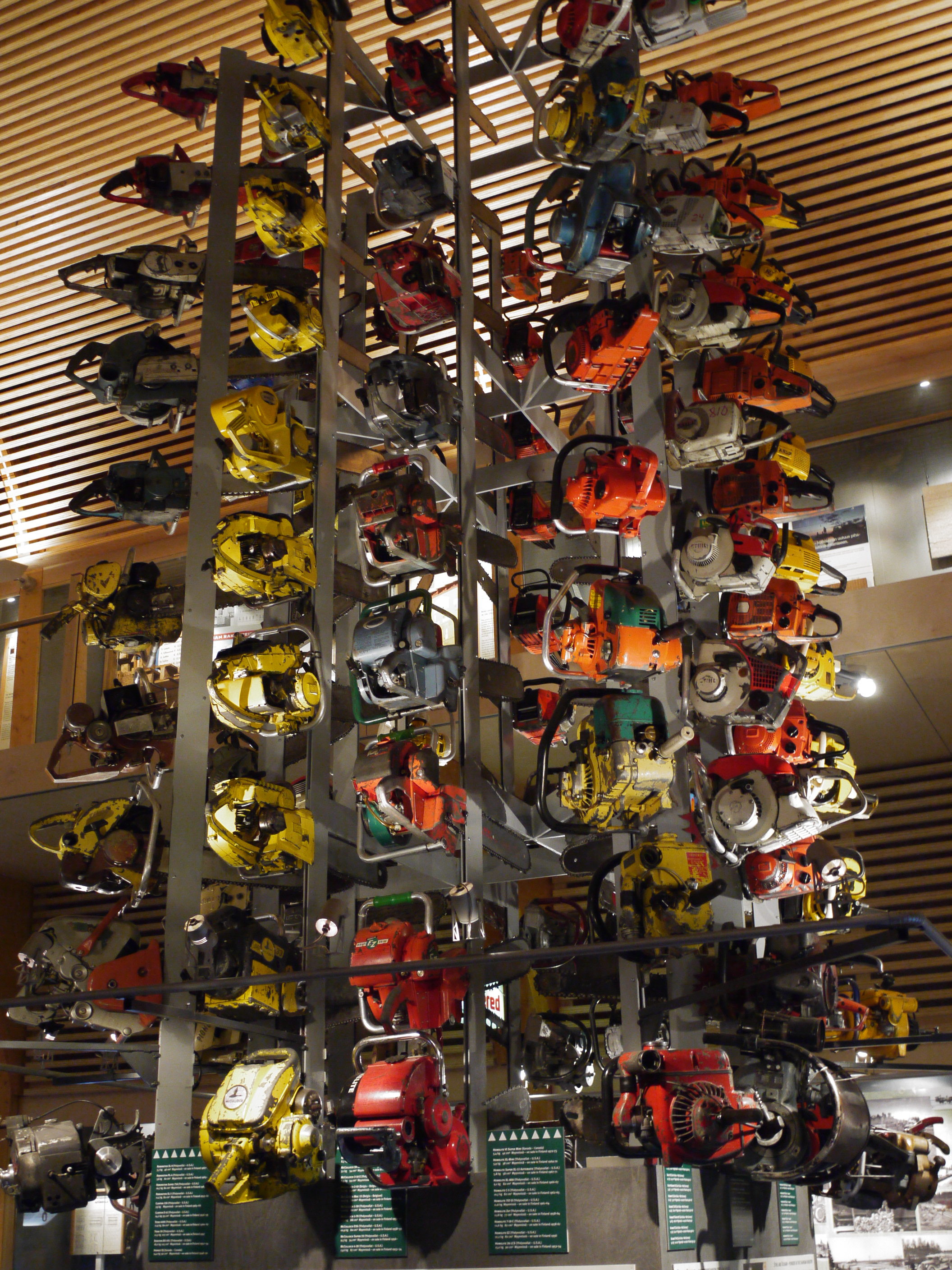
Kettensägen verschiedener Bauart und Hersteller

„Lusto ist ein nationales Museum und Wissenschaftszentrum für Waldkultur – eine internationale Begegnungsstätte und ein Ort, der von der Wechselwirkung zwischen Mensch und Wald in Vergangenheit, Gegenwart und Zukunft erzählt.“ Mit diesen Worten beschreibt Lusto das umfassende Angebot, das sich an alle, vom interessierten Laie bis zum hochspezialisierten Experten in Praxis und Forschung wendet. Ständige und wechselnde Ausstellungen, Veranstaltungen, Arbeitsvorführungen und Thementagen stellen den Wald, sein Ökologie, seine Nutzung vor.
Thematische Schwerpunkte der Dauerausstellungen sind
- Das Jahrhundert der Waldverbesserer: Wichtiges Ziel im 20. Jahrhundert war, die Entwicklung nachhaltiger Forsttechniken. Die intensive Nutzung muss im Einklang bleiben mit schonendem und pflegendem Umgang mit der Natur.
- Zeit der Maschinen: Zahlreiche Werkzeuge und Maschinen jeglicher Art und Größe zeigen die technologische Entwicklung in Forstwirtschaft und -industrie.
- Alte Forstarbeitsstelle: Vom Fällen der Bäume, über den Transport des Holzes mit Pferden, Flößen, Eisenbahn oder LKW, bis hin zur Verarbeitung im Sägewerk oder der Zellstoffgewinnung werden behandelt.
- Bioenergie und Innovation: Holz basierende Energieformen von den traditionellen Heizung bis zu Pellets und flüssigen Brennstoffen werden vorgestellt. Holzwerkstoffe stecken in Produktentwicklung, wo man sie nicht erwartet.
- Wälder der Finnen: Lebensraum, Existenzgrundlage, Herkunftsort für Essbares und Ort für Erholung ist der Wald für die Menschen, ein Ort für Wanderer, Jäger, Beerenpflücker und Naturfreunde. Volkstradition, Mythen, Geschichten und Glaubensvorstellungen sind mit ihm verbunden.

Wechselausstellungen zu aktuellen Themen ergänzen das Angebot.
Ansprechende Präsentation mit Originalgegenständen, Bild- und Filmmaterial, Miniaturmodellen und Gegenstände, die berührt und ausprobiert werden können, sprechen alle Altersgruppen an. Die meisten Erläuterungen sind zweisprachigen in Finnisch und Englisch.
Lusto verfügt über umfassende Sammlungen mit ca. 13.000 Gegenstände, 350.000 Fotografien und Negative sowie zusätzlich 1.500 verschiedene Filme, eine Bibliothek mit ca. 15.000 Veröffentlichungen. All das ist ein Fundus für Ausstellungen. Nach Vereinbarung können Besucher auch vor Ort darauf zurückgreifen. Ein Teil der Bestände sind online durchsuchbar über eine gemeinsame Museumsdatenbank mehrerer finnischen Museen, KANTAPUU und einen gemeinsamen Web-Auftritt finnischer Archive, Bibliotheken und Museen, FINNA.FI. Lusto bietet auch Bild- und Informationsdienstleistungen.

## Bahnhof Punkaharju
- 61° 45′ 40″ N, 29° 22′ 57″ O

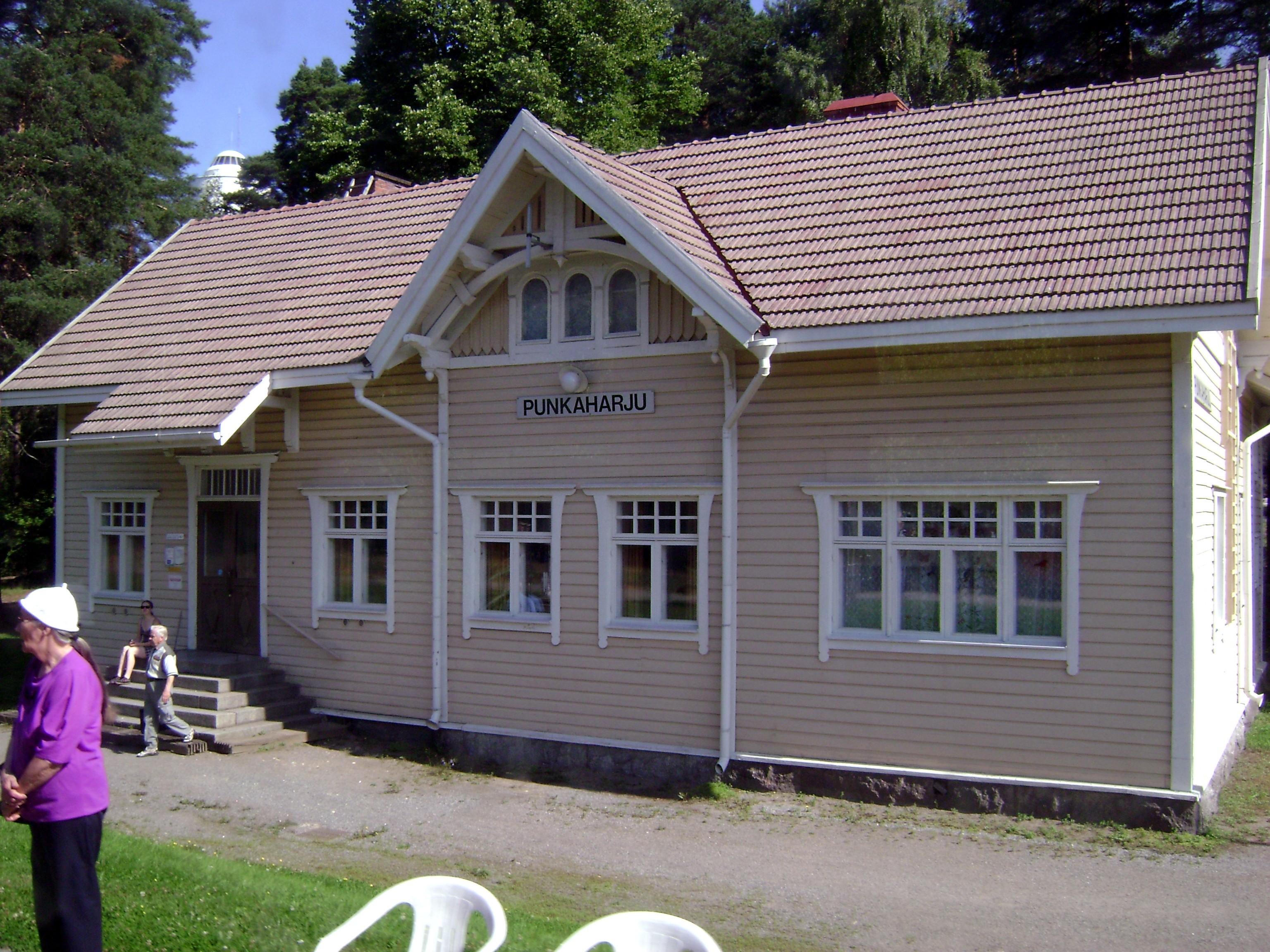
Bahnhof Punkaharju im Hauptort Punkasalmi

Am südlichen Ende des Punkaharju liegt der Hauptort Punkaselmi der bis 2013 selbständigen Gemeinde Punkaharju.
Der Bahnhof des Ortes wurde 1908 vom selben Architekten wie der Bahnhof Lusto (siehe oben) gebaut und hieß ursprünglich Bahnhof Punkaselmi. Als 1989 der Bahnhof, der den Namen der Gemeinde trug, stillgelegt wurde, erhielt der einzige verbleibende Bahnhof der Gemeinde im Ortsteil Punkasalmi den Namen Bahnhof Punkaharju.
Als der stillgelegte, ehemalige Bahnhof Punkaharju zur Eröffnung des Museums Lusto wieder eröffnet wurde, erhielt er den Bahnhof Lusto.